# حدیث نجوم
حدیث نجوم یا حدیث امان از دیگر احادیث محمد است که در آن مَثَل اهل بیت خود را ستارگان آسمان می‌داند که مایهٔ امان اهل زمین‌اند. این حدیث دست‌کم در ۷ لفظ از پنج نفر — علی بن ابی‌طالب، عبدالله بن عباس، سلمة بن اکوع، جابر بن عبدالله انصاری و منکدر بن عبدالله قرشی — و از ۷ طریق و با مجموع ۲۲ سند مستقل در ۱۷ منبع اهل سنت تا سدهٔ ششم ه‍.ق روایت شده‌است.

## یادداشت
1. ↑  یکی از لفظ‌های حدیث نجوم: «اَلنُّجومُ اَمانٌ لاَهْلِ السَّماءِ وَ اَهْلُ بَیْتى اَمانُ لِأُمَّتى: ستارگان مایهٔ امنیت و آرامش اهل آسمان، و اهل بیت من امان امت من هستند». ببینید: چگینی، «اعتبارسنجی «حدیث امان»»، امامت‌پژوهی.